# Lahnhöhenweg
 (novembre 2016).
Si vous disposez d'ouvrages ou d'articles de référence ou si vous connaissez des sites web de qualité traitant du thème abordé ici, merci de compléter l'article en donnant les références utiles à sa vérifiabilité et en les liant à la section « Notes et références ».
Le Lahnhöhenweg est un chemin de randonnée en Allemagne de Wetzlar à Lahnstein sur les hauteurs de la rive gauche de la Lahn.

## Description
Le chemin longe Bad Ems, Weilbourg le monastère d'Arnstein et le château fort de Lahneck.